# グリークサラダ

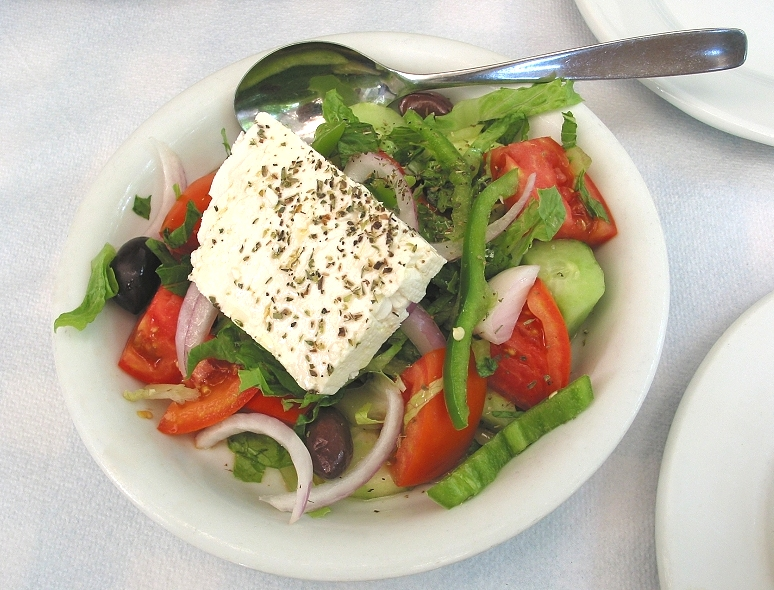
ホリアティキサラタ（グリークサラダ）

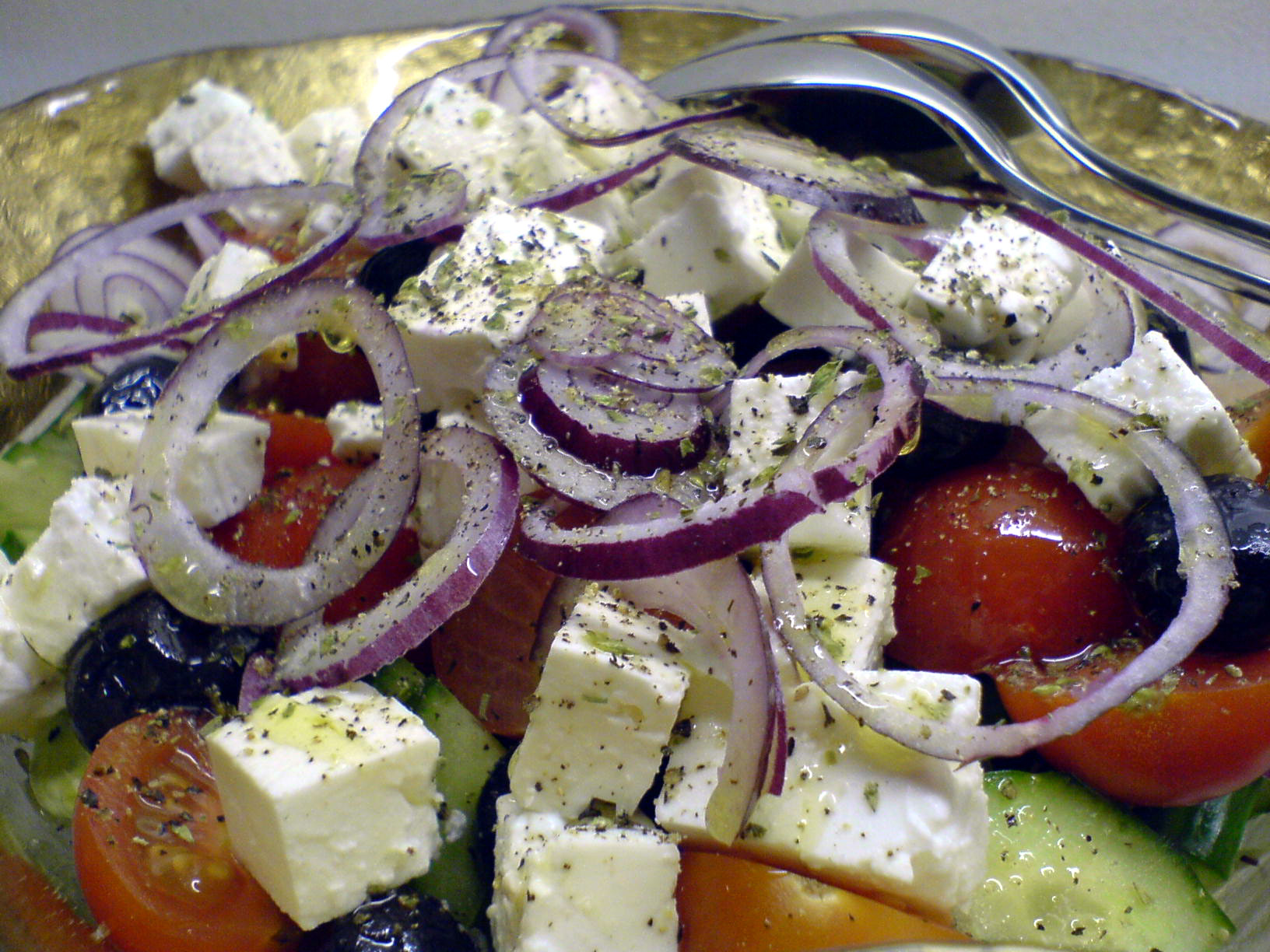
グリークサラダ

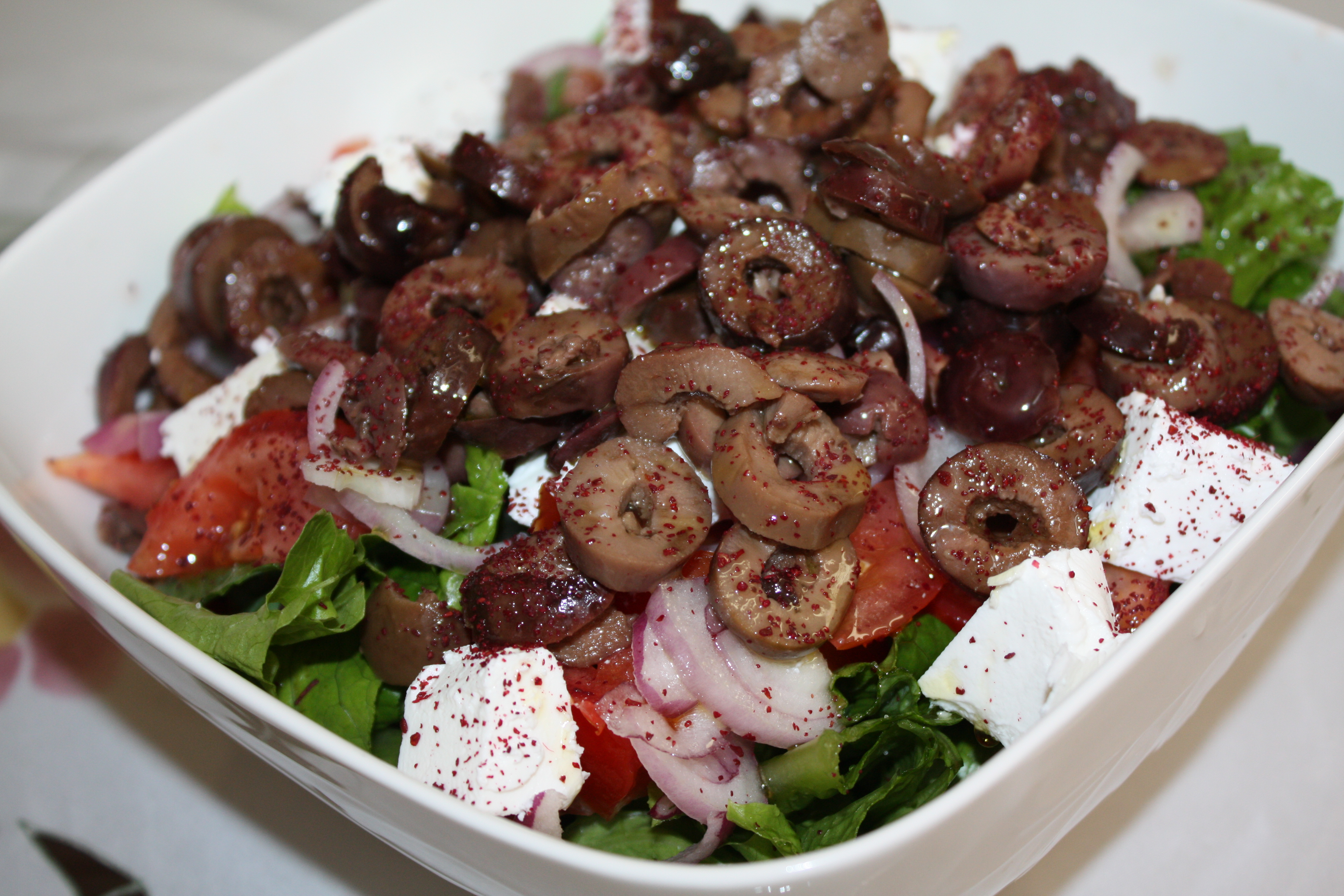
アメリカンスタイルの「グリークサラダ」

グリークサラダ (英語: Greek salad, ギリシャ語: χωριάτικη σαλάτα [xorˈjatiki saˈlata]（ホリアティキサラタ: 田舎風サラダ）, θερινή σαλάτα [θeriˈni saˈlata]（夏のサラダ）) はギリシア料理の夏のサラダである。
トマト、キュウリ、ピーマン、赤たまねぎ、スライスおよびキューブ状のフェタチーズ、そしてカラマタのオリーブオイルから作られ、通常塩コショウ、およびドライオレガノで味付けされ、最後にオリーブ油でドレッシングされる。一般的なトッピングは、葉のピクルス、ドデカネス諸島産のケイパーの芽や実、酢、レモン汁、およびぶつ切りにされたパセリである。

## ギリシアとキプロスの他のサラダ
ギリシア料理には他の多くのサラダがある。それにはレタス、タマネギ、ディル、キャベツサラダ（コールスロー、Lahanosalata）を、オリーブオイル、レモン汁、およびニンニクでドレッシングした marouli サラダがある。テーブルビートのサラダ (Pantzarosalata) はオリーブオイルと赤ワインビネガーでドレッシングされる。ロケット (Roka) サラダはルッコラをオリーブオイルと赤ワインビネガーまたはレモン汁でドレッシングし、アンチョビを入れてもよい。ポテトサラダ (Patatosalata) はオリーブオイル、細かく切ったたまねぎ、レモン汁または酢を入れる。またヒヨコマメのサラダ (Revithosalata)や、通常、香辛料として使用されるパセリのサラダ (Maintanouri) がある。
キプロス島にあるキプロスサラダは、みじん切りのトマト、キュウリ、タマネギ、ピーマン、およびイタリアンパセリから作られ、ギリシアのグリークサラダと非常に類似している。
また、ギリシア料理のメゼで見られる、メリジャノサラタ、タラモサラタ、ザジキなどのようないくつかのスプレッドとディップは、ギリシア語では「サラダ」類の一部と見なされる。